# Chauvoncourt
 Chauvoncourt  es una población y comuna francesa, en la región de Lorena, departamento de Mosa, en el distrito de Commercy y cantón de Saint-Mihiel.

## Demografía
| 375 | 391 | 409 | 399 | 469 | 461 |
| Para los censos de 1962 a 1999 la población legal corresponde a la población sin duplicidades (Fuente: INSEE [Consultar]) |     |     |     |     |     |